# Vittersbourg
Vittersbourg és un municipi francès situat al departament del Mosel·la i a la regió del Gran Est. L'any 2007 tenia 325 habitants.

## Demografia

### Població
El 2007 la població de fet de Vittersbourg era de 325 persones. Hi havia 122 famílies, de les quals 28 eren unipersonals (8 homes vivint sols i 20 dones vivint soles), 39 parelles sense fills, 43 parelles amb fills i 12 famílies monoparentals amb fills.
La població ha evolucionat segons el següent gràfic:
Habitants censats

### Habitatges
El 2007 hi havia 126 habitatges, 121 eren l'habitatge principal de la família, 1 era una segona residència i 3 estaven desocupats. 115 eren cases i 11 eren apartaments. Dels 121 habitatges principals, 99 estaven ocupats pels seus propietaris, 20 estaven llogats i ocupats pels llogaters i 2 estaven cedits a títol gratuït; 1 tenia una cambra, 5 en tenien dues, 6 en tenien tres, 17 en tenien quatre i 93 en tenien cinc o més. 108 habitatges disposaven pel capbaix d'una plaça de pàrquing. A 47 habitatges hi havia un automòbil i a 59 n'hi havia dos o més.

### Piràmide de població
La piràmide de població per edats i sexe el 2009 era:
| Homes | Edats   | Dones |
| ----- | ------- | ----- |
| 0     | 95 o +  | 0     |
| 0     | 90 a 94 | 0     |
| 0     | 85 a 89 | 4     |
| 0     | 80 a 84 | 4     |
| 4     | 75 a 79 | 4     |
| 4     | 70 a 74 | 16    |
| 8     | 65 a 69 | 4     |
| 12    | 60 a 64 | 8     |
| 12    | 55 a 59 | 12    |
| 8     | 50 a 54 | 12    |
| 12    | 45 a 49 | 8     |
| 8     | 40 a 44 | 8     |
| 8     | 35 a 39 | 12    |
| 24    | 30 a 34 | 12    |
| 4     | 25 a 29 | 4     |
| 8     | 20 a 24 | 0     |
| 4     | 15 a 19 | 8     |
| 12    | 10 a 14 | 12    |
| 8     | 5 a 9   | 8     |
| 4     | 0 a 4   | 8     |

## Economia
El 2007 la població en edat de treballar era de 199 persones, 130 eren actives i 69 eren inactives. De les 130 persones actives 121 estaven ocupades (75 homes i 46 dones) i 9 estaven aturades (2 homes i 7 dones). De les 69 persones inactives 22 estaven jubilades, 14 estaven estudiant i 33 estaven classificades com a «altres inactius».

### Ingressos
El 2009 a Vittersbourg hi havia 120 unitats fiscals que integraven 331,5 persones, la mediana anual d'ingressos fiscals per persona era de 14.694 €.

### Activitats econòmiques
Dels 6 establiments que hi havia el 2007, 5 eren d'empreses de construcció i 1 d'una empresa de serveis.
Dels 3 establiments de servei als particulars que hi havia el 2009, 2 eren guixaires pintors i 1 electricista.
L'any 2000 a Vittersbourg hi havia 8 explotacions agrícoles que ocupaven un total de 445 hectàrees.

## Equipaments sanitaris i escolars
El 2009 hi havia una escola elemental integrada dins d'un grup escolar amb les comunes properes formant una escola dispersa.

## Poblacions més properes
El següent diagrama mostra les poblacions més properes.